# María Puncel
María Puncel (Madrid, 2 de mayo de 1927 - Madrid, 6 de noviembre de 2020), escritora, traductora y editora española. 
Conocida por su dedicación a la literatura infantil y juvenil, además de por su trabajo para medios como TVE, dirigió la serie de TVE "Vamos a jugar" entre 1975 y 1978 para niños de 1 a 5 años.

## Premios
- 1971, Premio AETIJ (Asociación Española de Teatro Infantil y Juvenil)  por "Miel de retama".
- 1971, Premio Lazarillo por "Operación Pata de Oso".[4]
- 1972, "Aro de Plata" de Televisión Española
- 1977, Premio AMADE (Asociación Mundial de Amigos de la Infancia) por la obra de teatro "Manzanita colorada".[2]

Participó en la serie Fantasía y lectura de libros de la EGB española.